# Ramsay’s Kitchen Nightmares
Ramsay’s Kitchen Nightmares je britský gastronomický televízní pořad, který provází šéfkuchař Gordon Ramsay. Program odvysílala v premiéře britská televizní stanice Channel 4 v roce 2004. Pořad byl oceněný cenou BAFTA a Grammy.

## Epizody

### 1. série: 2004
| Číslo dílu | Restaurace            | Místo                    |
| ---------- | --------------------- | ------------------------ |
| 1.         | Bonapartes Restaurant | Silsden, Anglie          |
| 2.         | The Glass House       | Ambleside, Anglie        |
| 3.         | The Walnut Tree Inn   | Llanddewi Skirrid, Wales |
| 4.         | Moore Place           | Esher, Anglie            |

### 2. série: 2005
| Číslo dílu | Restaurace                     | Místo                   |
| ---------- | ------------------------------ | ----------------------- |
| 1.         | La Lanterna                    | Letchworth, Anglie      |
| 2.         | D-Place                        | Chelmsford, Anglie      |
| 3.         | Momma Cherri's Soul Food Shack | Brighton, Anglie        |
| 4.         | La Riviera                     | Inverness, Skotsko      |
| 5.         | The Glass House                | Ambleside, Anglie       |
| 6.         | The Walnut Tree Inn            | Llandewi Skirrid, Wales |
| 7.         | Moore Place                    | Esher, Anglie           |
| 8.         | Bonapartes Restaurant          | Silsden, Anglie         |

- Restaurace D-Place byla v relaci přejmenována na: Saracen's Cafe Bar

### 3. série: 2006
| Číslo dílu | Restaurace         | Místo             |
| ---------- | ------------------ | ----------------- |
| 1.         | Oscar's            | Nantwich, Anglie  |
| 2.         | The Sandgate Hotel | Sandgate, Anglie  |
| 3.         | Clubway 41         | Blackpool, Anglie |
| 4.         | La Gondola         | Derby, Anglie     |

- Restaurace Clubway 41 byla v relaci přejmenována na: Jacksons

### 4. série: 2006
| Číslo dílu | Restaurace                     | Místo               |
| ---------- | ------------------------------ | ------------------- |
| 1.         | La Parra de Burriana           | Nerja, Španělsko    |
| 2.         | The Fenwick Arms               | Claughton, Anglie   |
| 3.         | Rococo                         | King's Lynn, Anglie |
| 4.         | Morgans                        | Liverpool, Anglie   |
| 5.         | La Riviera                     | Inverness, Skotsko  |
| 6.         | Momma Cherri's Soul Food Shack | Brighton, Anglie    |

- Restaurace Rococo byla v relaci přejmenována na: Maggie's

### 5. série: 2007
| Číslo dílu | Restaurace           | Místo                  |
| ---------- | -------------------- | ---------------------- |
| 1.         | Ruby Tate's          | Brighton, Anglie       |
| 2.         | Piccolo Teatro       | Paříž, Francie         |
| 3.         | The Fenwick Arms     | Claughton, Anglie      |
| 4.         | La Parra de Burriana | Nerja, Španělsko       |
| 5.         | The Priory           | Haywards Heath, Anglie |
| 6.         | The Fish and Anchor  | Lampeter, Wales        |
| 7.         | Curry Lounge         | Nottingham, Anglie     |
| 8.         | The Granary          | Titchfield, Anglie     |

- Restaurace Ruby Tate's byla v relaci přejmenována na: Love's Fish

### Great British Nightmare
Great British Nightmare bylo jednorázově ve vysílání v rámci The Great British Food Fight, dvoutýdenní série programů souvisejících s potravinami.
| Číslo dílu | Restaurace          | Místo             |
| ---------- | ------------------- | ----------------- |
| 1.         | The Dovecote Bistro | Devon, Anglie     |
| 2.         | The Runaway Girl    | Sheffield, Anglie |

- Restaurace The Dovecote Bistro byla v relaci přejmenována na: Martins' Bistro.
- Restaurace The Runaway Girl byla v relaci přejmenována na: Silversmiths.

## Mezinárodní verze
| Krajina    | Název                           | Televize   | Šéfkuchař               | Období                            | Zdroje |
| ---------- | ------------------------------- | ---------- | ----------------------- | --------------------------------- | ------ |
| Brazílie   | Kitchen Nightmares              | Band       | Alex Atala              | 2012                              | [ 1 ]  |
| Česko      | Ano, šéfe!                      | Prima      | Zdeněk Pohlreich        | 2009 – 2018                       | [ 2 ]  |
| Dánsko     | Med kniven for struben          | TV3        | Bo Bech                 | 6. březen 2007 – 2012             | [ 3 ]  |
| Finsko     | Kuppilat kuntoon, Jyrki Sukula! | Nelonen    | Jyrki Sukula            | 2012 – současnost                 | [ 4 ]  |
| Estonsko   | Köögikubjas                     | Kanal2     | Juha Matti Rantanen     | 2011–2012                         | [ 5 ]  |
| Francie    | Cauchemar en cuisine            | M6         | Philippe Etchebest      | 2011 – současnost                 | [ 6 ]  |
| Chorvatsko | Jezikova juha                   | RTL        | Stephan Macchi          | 15. květen 2009 – 23. červen 2011 | [ 7 ]  |
| Německo    | Rach, der Restauranttester      | RTL        | Christian Rach          | 11. září 2005 – současnost        | [ 8 ]  |
| Itálie     | Cucine da incubo                | Fox Life   | Antonino Cannavacciuolo | 15. květen 2013 – současnost      | [ 9 ]  |
| Polsko     | Kuchenne rewolucje              | TVN        | Magda Gessler           | 6. březen 2010 – současnost       | [ 10 ] |
| Španělsko  | Pesadilla en la cocina          | laSexta    | Alberto Chicote         | 2012 – současnost                 | [ 11 ] |
| Slovensko  | Áno, šéfe!                      | TV JOJ     | Jaroslav Žídek          | 2011                              | [ 12 ] |
| Slovensko  | Na nože                         | TV Markíza | Martin Novák            | 8. únor 2023 – současnost         |        |
| Švédsko    | Kniven mot strupen              | TV3        | Alexander Nilsson       | 19. listopad 2009 – 2012          | [ 13 ] |
| Švýcarsko  | Bumann, der Restauranttester    | 3+         | Daniel Bumann           | 15. říjen 2009 – současnost       | [ 14 ] |
| Ukrajina   | На ножах – Na nozhakh           | 1+1        | Aram Mnatsakanov        | 2012 – současnost                 | [ 15 ] |
| USA        | Kitchen Nightmares              | Fox        | Gordon Ramsay           | 19. září 2007 – současnost        |        |